# IC 2655
IC 2655 ist eine kompakte Galaxie vom Hubble-Typ C im Sternbild Löwe an der Ekliptik, sie ist schätzungsweise 1 Milliarden Lichtjahre von der Milchstraße entfernt.
Entdeckt wurde das Objekt am 27. März 1906 von Max Wolf.